# دویهارا کنجی
دویهارا کنجی (به انگلیسی: Kenji Doihara) در زمان جنگ جهانی دوم، رئیس سرویس اطلاعات در مانچوکوئو بود. او در دادگاه نظامی بین‌المللی شرق آسیا به اعدام محکوم شد.